# 297 Caecilia
Caecilia /siːˈsɪliə/ (định danh hành tinh vi hình: 297 Caecilia) là một tiểu hành tinh điển hình ở vành đai chính. Ngày 9 tháng 9 năm 1890, nhà thiên văn học người Pháp Auguste H. Charlois phát hiện tiểu hành tinh Caecilia khi ông thực hiện quan sát ở Nice, Pháp và không biết rõ nguồn gốc tên của nó.